# Caso dos submarinos
O caso dos submarinos refere-se a um caso de corrupção em Portugal relativo ao processo de um concurso público para aquisição de dois submarinos da classe Tridente realizado em 2004 pelo XV Governo Constitucional de Portugal ao Germain Submarine Consortium. Este caso está relacionado com corrupção, tráfico de influências e financiamento ilegal de partidos políticos, em que o contrato de venda, no valor de 880 milhões de euros, terá sido conseguido através de subornos e de negócios de consultoria falsos.

## História
A investigação deste caso partiu de uma certidão retirada do processo de investigação do caso Portucale, onde foi identificada uma conta bancária na Suíça e que se suspeita que terá sido usada para esconder “luvas” pagas pelos alemães, por onde terão passado suspeitas de 30 milhões de euros pagas à ESCOM, uma empresa do grupo do Banco Espírito Santo, pelo consórcio alemão que venceu o concurso público. Segundo os investigadores alemães, o dinheiro foi canalizado para a ESCOM, uma empresa do Banco Espírito Santo, que posteriormente fez circular por refúgios fiscais das Bahamas e Ilhas Cayman. Foram também detectadas correlações entre essas transferências e depósitos em numerário numa conta do CDS totalizando mais de um milhão de euros.
No decorrer das investigações do caso Portucale foram apreendidos documentos em buscas e feitas escutas telefónicas entre Abel Pinheiro, Paulo Portas e António Pires de Lima. Numa das conversas interceptadas, Abel Pinheiro conversava com Portas sobre "acordos" possivelmente com Luís Horta e Costa, então presidente da ESCOM. No despacho que iniciou a investigação, é referido que existe uma "aparente desproporção" entre os 30 milhões de euros recebidos pela ESCOM e a "real intervenção de tal empresa no negócio".
A investigação da compra dos submarinos originou um segundo processo, o caso das contrapartidas dos submarinos, em que três empresários alemães ligados ao consórcio vencedor do concurso e sete portugueses foram acusados de burla qualificada e falsificação de documentos.
A partir de escutas a conversas envolvendo o ex-director financeiro do CDS-PP, Abel Pinheiro, Paulo Portas, e um administrador da ESCOM, do Grupo Espírito Santo, Luís Horta e Costa, foram levantadas dúvidas sobre alegados "compromissos" com vista a favorecer o consórcio vencedor em troca de financiamento partidário.

## Desenvolvimentos
Em 2011-06-19, a directora do Departamento Central de Investigação e Acção Penal, Cândida Almeida, declarou que a investigação do processo encontra-se paralisada por não haver meios suficientes, estando o processo nas mãos de um único magistrado que foi nomeado há meio ano e que acumula o serviço com outros inquéritos, e apesar da directora feito vários pedidos ao Procurador-Geral da República para adjudicação de meios ao inquérito.
Em 2011-12-15, dois ex-gestores da empresa alemã Ferrostaal começaram a ser julgados por suborno de funcionários públicos estrangeiros, incluindo o ex-cônsul honorário de Portugal em Munique, no âmbito da venda de submarinos a Portugal e à Grécia.
Em 2012-06-25 foi noticiado que o comandante Gil Corrêa Figueira estava associado ao caso dos submarinos pelas autoridades de Munique, que investigaram a Ferrostaal devido ao pagamento de subornos para garantir concursos de aquisição de equipamento militar.
A investigação permitiu identificá-lo pelas autoridades de Munique no processo de corrupção da venda dos submarinos a vários países pelo grupo integrado pela Ferrostaal, como tendo sido um dos consultores a quem esta empresa pagou comissões para facilitar os contactos com «governantes e políticos» em Portugal para a compra dos submarinos da classe Tridente.

## Envolvidos no caso
- Horst Weretecki, vice-presidente da Man Ferrostaal[6]
- António Roquette[6]
- Jurgen Adolff, o cônsul honorário de Munique, foi dado como suspeito de ter recebido 1,6 milhões de euros por facilitar o negócio.[11]
- Johann-Friedrich Haun, 73 anos, ex-administrador da Ferrostaal[9]
- Hans-Dieter Mühlenbeck, 73 anos, ex-procurador[9]
- Gil Corrêa Figueira, comandante de carreira, representante da empresa alemã Ferrostaal em Portugal entre 1983 e 2005